# Gare de Penge East
La gare de Penge East (en anglais : Penge East railway station), est une gare ferroviaire de la ligne principale de Chatham (en), en zone 6 Travelcard. Elle  est située sur la Station Road à Penge, sur le territoire du  borough londonien de Bromley, dans le Grand Londres.
C'est une gare Network Rail desservie par des trains Southeastern de National Rail.